# Joanna Magdalena z Saksonii-Altenburg
Johanna Magdalene (ur. 14 stycznia 1656 w Altenburgu, zm. 22 stycznia 1686 w Weißenfels) – księżniczka Saksonii-Altenburg, od śmierci teścia księcia Augusta 4 czerwca 1680 księżna Saksonii-Weißenfels. Pochodziła z rodu Wettynów.
Urodziła się jako córka księcia Saksonii-Altenburg Fryderyka Wilhelma II i jego żony księżnej Magdaleny Sybilli.
25 października 1671 w Altenburgu poślubiła przyszłego księcia Saksonii-Weißenfels Jana Adolfa I. Para miała jedenaścioro dzieci:
- księżniczkę Magdalenę Sybillę (1673–1726)
- księcia Augusta Fryderyka (1674–1675)
- księcia Jana Adolfa (1676–1676)
- Jana Jerzego (1677–1712), kolejnego księcia Saksonii-Weißenfels
- syna (1678–1678)
- księżniczkę Joannę Wilhelminę (1680–1730)
- księcia Fryderyka Wilhelma (1681–1681)
- Chrystiana (1682–1736), również przyszłego księcia Saksonii-Weißenfels
- księżniczkę Annę Marię (1683–1731)
- księżniczkę Zofię (1684–1752)
- Jana Adolfa II (1685–1746)